# Time (chanson de Uzari & Maïmouna)
Pour les articles homonymes, voir Time.
Chansons représentant la Biélorussie au Concours Eurovision de la chanson
Cheesecake
(2014) Help You Fly
(2016)
Time (en français « Temps ») est la chanson de Uzari et Maïmouna qui représente la Biélorussie au Concours Eurovision de la chanson 2015 à Vienne.
Le 19 mai 2015, lors de la 1re demi-finale, elle termine à la 12e place avec 39 points et par conséquent n'est pas qualifiée pour la finale.